# West, Mississippi
West là một thành phố thuộc quận Holmes, tiểu bang Mississippi, Hoa Kỳ. Năm 2010, dân số của thành phố này là 185 người.

## Dân số
- Dân số năm 2000: 220 người.
- Dân số năm 2010: 185 người.